# 増野匡彦
増野 匡彦（ましの ただひこ、1955年-）は、日本の薬学者。元慶應義塾大学薬学部学部長、専門は生物有機化学。現在は、慶應義塾常任理事を務めている。

## 人物
教育者として様々な薬学部生向けの教科書・参考書の執筆に関わっている。
共立薬科大学が慶應義塾大学に吸収され、同大薬学部の教授に就任した時から、「薬学研究と経営の両方に精通している人材の育成が重要だ」と唱え、薬学部から経営者を輩出することの重要性を訴えていた。その結果、2013年度より、薬学部薬科学科では慶應義塾大学大学院経営管理研究科とのジョイントディグリー制度を制定した。これにより、慶大薬学部生は卒業後、経営管理研究科に進み、2年間で修士（経営学）の学位を取った後薬学研究科に入学し、最短1年で修士（薬科学）の学位を取得できるようになった。これにより薬科学研究科では3年間で薬科学と経営学の両方を取得できるようになった。

## 略歴
- 1955年生まれ。
- 1979年、東京大学薬学部薬学科卒業。
- 1983年、東京大学大学院薬学系研究科博士取得退学。
- 1983年、東京大学薬学部助手。
- 1985年7月、東京大学 薬学博士　論文は　「酸素添加酵素における酸素分子活性化機構に関する生物有機化学的研究 」[1]。
- 1997年、共立薬科大学薬学部助教授。
- 2002年、共立薬科大学薬学部教授。
- 2008年、慶應義塾大学薬学部教授。
- 2009年、慶應義塾大学薬学部長・大学院薬学研究科委員長。
- 2013年、学校法人慶應義塾常任理事。